# Lonicera retusa
Lonicera retusa är en kaprifolväxtart som beskrevs av Adrien René Franchet. Lonicera retusa ingår i släktet tryar, och familjen kaprifolväxter. Inga underarter finns listade i Catalogue of Life.